# VV DOS

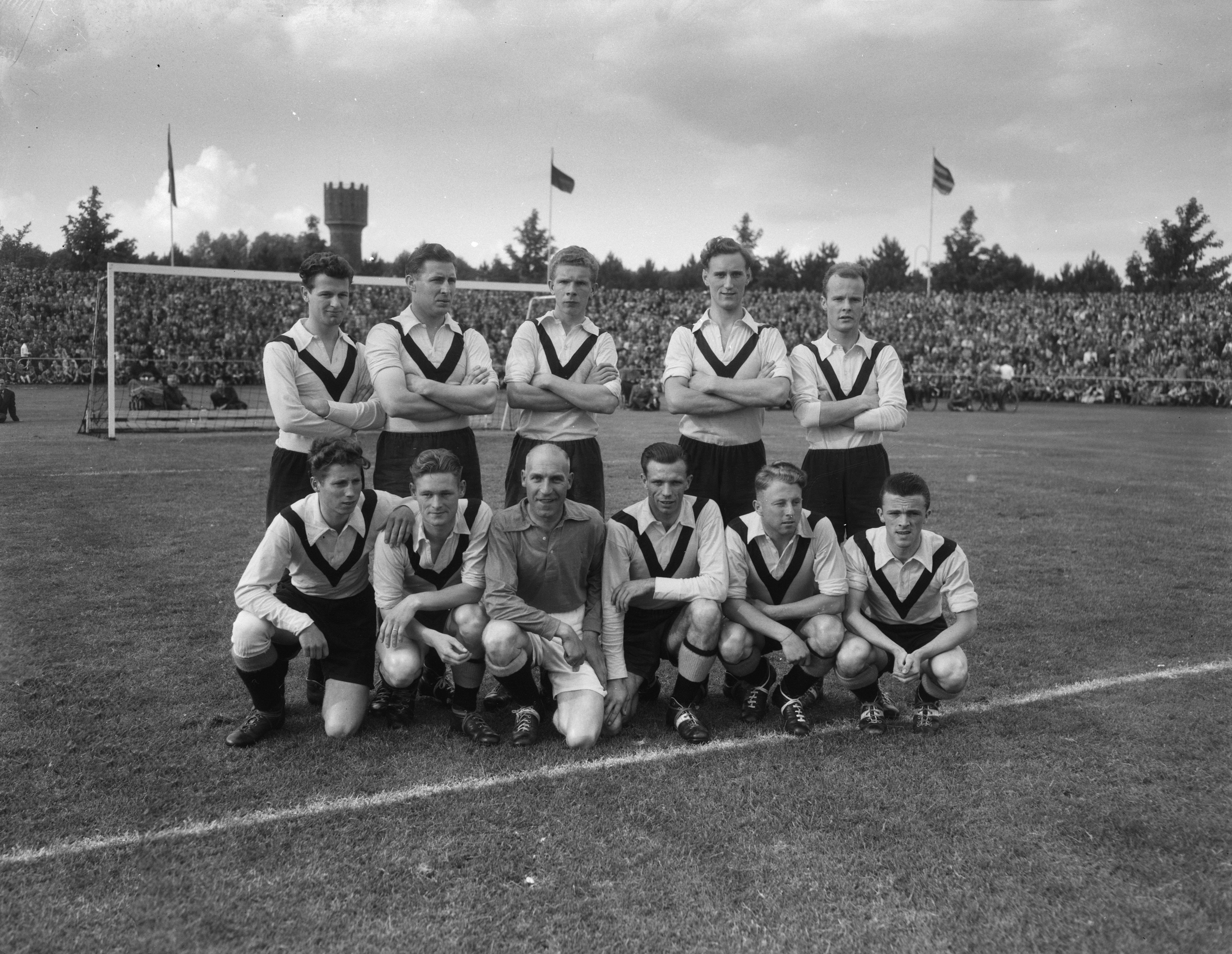
Mannschaft des VV DOS, 27. Juni 1954

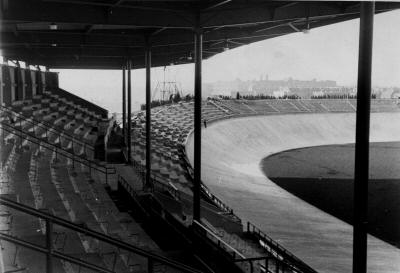
Das Galgenwaard Stadion (1936)

VV DOS (kurz für Voetbalvereniging Door Oefening Sterk, zu deutsch: „Fußballverein Durch Übung Stark“) war ein Fußballverein aus Utrecht, Niederlande. DOS wurde 1901 gegründet.
In der Ära des bezahlten Fußballs in den Niederlanden spielte der Verein von 1954 bis 1970 in der höchsten Spielklasse und gewann dabei 1958 die nationale Meisterschaft.
1970 fusionierte er mit USV Elinkwijk und Velox zum FC Utrecht. DOS blieb noch bis 2004 ein Amateurverein erhalten, als sich die Amateurabteilung mit USV Holland und Stichtse Boys zur DHSC zusammenschloss.

## Erfolge
- Eredivisie
  - Gewinner: 1957–58

### Die Meistermannschaft von 1958
Frans de Munck, Hans Kraay, Martin Okhuijsen, Henk Temming, Wim Visser, Gerrit Krommert, Louis van den Bogert, Dirk Lammers, Tonny van der Linden, Cor Luiten, Andries Nagtegaal, Jan van Capelle, Jacques Westphaal, Wim van den Bergh, Rini de Jong, Huub van der Heyden, Luc Flad, Mos Temming, Willem Steygerwald, Jacques Koole, Piet Wolfs. Trainer: Joseph "Pepi" Gruber

## Trainer
- 1949–1952:  Wim de Bois
- 1954–1957:  Louis Pastoor
- 1957–1959:  Joseph Gruber
- 1959–1960:  Jaap van der Leck
- 1960–1961:  Zlatko Cajkovski
- 1961–1962:  Joseph Gruber
- 1962–1964:  Wilhelm Kment
- 1964–1965:  Arie de Vroet
- 1965–1966:  Jovan Jovanovic
- 1966–1968:  Louis van den Bogert
- 1968–1969:  Friedrich Donenfeld
- 1969–1970:  Lászlo Zalai